# Fondation Dui Hua
Pour les articles homonymes, voir FDH.
La Fondation Dui Hua ou FDH (Sinogramme simplifié : 中美对话基金会; Sinogramme traditionnel : 中美對話基金會; pinyin : zhōng měi duì huà jī jīn huì) est une organisation à but non lucratif ayant pour but d'améliorer les droits de l'Homme au moyen d'un dialogue (« dui hua » en mandarin) bien informé aux États-Unis et en Chine. Ses objectifs principaux sont de chercher le traitement humanitaire, la transparence, et la responsabilité de systèmes légaux et pénaux en Chine de même qu'aux États-Unis.

## Base
La Fondation Dui Hua a été fondée en avril 1999 par John Kamm, un homme d'affaires devenu militant des droits de l'Homme qui est aussi l'administrateur dirigeant de la fondation. En mai 1990, Kamm est intervenu pour la première fois pour le compte d'un prisonnier chinois qui a été emprisonné pour ses activités pendant le mouvement pro-démocratie des manifestations de la place Tian'anmen en Chine en 1989. John Kamm a pu utiliser les relations d'affaires fiables qui ont débuté alors qu'il travaillait en Chine dans les années 1970 pour aider à créer un dialogue mutuellement respectueux sur les droits de l'Homme avec de nombreux officiels et organes du gouvernement chinois.

## Plaidoyer pour les droits de l'Homme
La Fondation Dui Hua a reçu des informations du gouvernement chinois sur des centaines de prisonniers politiques et religieux. Beaucoup de ces prisonniers ont été relâchés plus tôt ou ont reçu de meilleurs traitements après qu'ils furent ajoutés sur les listes de prisonniers, l'outil de plaidoyer principal utilisé par la Fondation dans son travail avec le gouvernement chinois.
Parmi ceux qui ont été aidés par la Fondation, il y a des prisonniers méconnus et d'autres éminents, comme la femme d'affaires Ouighoure Rebiya Kadeer et Ngawang Sangdrol, une des « nonnes chantantes de la prison de Drapchi ». Dui Hua communique souvent des déclarations sur les cas de prisonniers traités, quand un prisonnier reçoit une réduction de peine ou est libéré.
Outre ses relations avec le gouvernement chinois, Dui Hua a forgé de nombreux partenariats avec les officiels de l'Union européenne (UE), des États-Unis, et d'autres pays et organisations qui ont des dialogues sur les droits de l'Homme avec la Chine.

## Recherche
Dui Hua dirige sa propre recherche et produit des analyses sur les cas de prisonniers, la justice pénale, et la loi en Chine. La fondation maintient une base de données comportant des informations détaillées sur 15 000 prisonniers politiques chinois. Cette base de données est largement considérée comme la source mondiale la plus complète d'information sur les personnes détenues dans les prisons chinoises. Pour accumuler des données, Dui Hua trouve souvent l'information sur des cas préalablement inconnus imprimés dans les éditions du gouvernement chinois officiels.

## Statut Consultatif Spéciale à l'ONU
En 2005, le Conseil économique et social des Nations unies (ECOSOC) a accordé à Dui Hua le "statut consultatif spécial", qui permet aux représentants de Dui Hua d'assister à des réunions de l'ECOSOC et les corps apparentés, permettant à la fondation de soumettre des déclarations et des rapports. Dui Hua est la seule organisation outre-mer non gouvernementale indépendante focalisée sur les droits de l'Homme de la Chine qui a ce statut. Avec son statut consultatif, Dui Hua a participé à des séances de l'ONU et a soumis plusieurs déclarations sur les droits de l'Homme en Chine à l'ONU,.

## Publications
Dui Hua publie Dialogue (中美对话), un bulletin trimestriel qui inclut des articles sur les activités de l'organisation et les problèmes de droits de l'Homme lié à la mission de Dui Hua, comme le dialogue sur les droits de l'Homme avec la Chine, les préoccupations sur les droits à la fois aux États-Unis et en Chine, et des informations sur les prisonniers et des recherches. 
Dui Hua produit aussi des Éditions Occasionnelles bilingues qui présentent et analysent certaines des recherches de la fondation sur le crime politique en Chine. Produit dans quatre collections différentes, les volumes sont consacrés aux cas, aux verdicts, et aux statistiques déduites des sources originales du gouvernement chinois, et sont distribués aux organisations et aux individus qui traitent les problèmes de droits de l'Homme en Chine.